# تشارلز سيمس
تشارلز سيمس هو محامي وسياسي أمريكي، ولد في 1755، وتوفي في 1819. انتخب Mayor of Alexandria, Virginia ‏ (1812 – 1815) وانتخب عضو مجلس نواب فرجينيا ‏.